# Jezioro Rudnickie Wielkie
Jezioro Rudnickie Wielkie – jezioro przepływowe w Polsce, położone w województwie kujawsko-pomorskim, w granicach administracyjnych Grudziądza, w dzielnicy Rudnik.

## Ukształtowanie
Jezioro Wielkie Rudnickie jest największym i najgłębszym jeziorem Kotliny Grudziądzkiej. Jest to jezioro pochodzenia polodowcowego z urozmaiconą rzeźbą dna. Posiada ono bogato urozmaiconą misę w postaci lejów, półwyspów i wyspy, zwanej również „ptasią wyspą” o powierzchni 0,7 ha. Dno jeziora jest mulisto-piaszczyste. Do Rudnika wpływa rzeczka Marusza, natomiast wypływa rzeczka Rudniczanka. Jezioro otoczone jest kompleksem lasów sosnowo-świerkowych. 
Przeciętny czas trwania pokrywy lodowej na jeziorze w latach 1960–1970 wynosił 130 dni.

## Dane morfometryczne
Według różnych źródeł powierzchnia jeziora obejmuje od 160,9 ha, 162 ha, 177,7 ha do 188,7 ha. Maksymalna głębokość jezioro według różnych źródeł wynosi od 11,5 m do 11,9 m, średnia – 4,4 m. Lustro wody znajduje się 22,6 m n.p.m. 
Jezioro posiada II klasę czystości i III klasę podatności na degradację. 

## Przyroda
W wodach Jeziora Wielkiego Rudnickiego występują siedliska szczupaka, okonia, leszcza, płoci oraz w wyniku zarybienia – karpia, tołpygi i amura. Brzegi jeziora stanowią naturalne siedlisko ptaków wodnych i brodzących: łabędzi, dzikiej gęsi, kaczki, perkoza dwuczubego oraz czapli siwej.

## Zanieczyszczenie jeziora
Jezioro Rudnickie Wielkie od wielu lat było i jest pod wpływem silnej antropopresji. Odprowadzanie nieczyszczonych ścieków oraz dopływ zanieczyszczeń obszarowych przyczyniły się do degradacji wód jeziora. Do roku 2003 do rzeczki Maruszy powyżej jeziora Skąpe odprowadzane były ścieki z cukrowni w Mełnie. Zrzuty nieczyszczonych ścieków cukrowniczych w latach 80 XX w. spowodowały degradację wód jeziora Skąpe. Wraz z nurtem Maruszy ścieki wpływały do jeziora Rudnickiego Wielkiego, co spowodowało katastrofy ekologiczne w 1979 i 1986 roku oraz degradację jeziora.

## Rekultywacja
W 1982 roku podjęto decyzję o rekultywacji jeziora Wielkiego Rudnickiego. Na dnie jeziora ułożono dwa rurociągi: o długości 312 m i 565 m, natomiast 16 września 1990 roku ułożono trzeci rurociąg o długości 360 m. Celem tego przedsięwzięcia było odprowadzenie przeżyźnionych beztlenowych wód naddennych bezpośrednio do rzeczki Rudniczanki oraz sztuczne napowietrzenie wód jeziora (patrz: eksperyment kortowski). W 2001 roku rozpoczęto budowę sieci wodociągowo-kanalizacyjnej wokół jeziora, która to inwestycja ma zwiększyć czystość wód jeziora.
Efektem podjętych obecnych działań jest II klasa czystości wód jeziora, czego widocznym sygnałem jest występowanie w jeziorze raków. 